# 진혼 (드라마)
《진혼》(중국어 간체자: 镇魂, 정체자: 鎮魂, 병음: Zhèn hún 전훈[*])은 중국의 웹 드라마이다.